# Phare d'Anilao
Le phare d'Anilao est un phare situé sur le front de mer de la localité d'Anilao, dans la municipalité de Mabini dans la province de Batangas aux Philippines.
Ce phare géré par le Maritime Safety Services Command (MSSC), service de la Garde côtière des Philippines (Philippine Coast Guard).

## Description
C'est une tour cylindrique blanche en fibre de verre, avec galerie en lanterne, de 12 m de haut. A son côté se trouve une petite maison blanche au toit rouge. Il se trouve face à l'île Tingloy à l'est de la baie de Balayan.
Situé en bord de mer sur le quai du port, il émet, à une hauteur focale de 14 m, un éclat blanc toutes les 5 secondes.
Identifiant : ARLHS : PHI-... ; PCG-.... - Amirauté : F2607.5 - NGA : 14234.
|          |
| Le phare |

|            |
| La station |

|                                   |
| Localisation de Mabini (Batangas) |

### Lien connexe
- Liste des phares aux Philippines